# Synnomos apicistrigata
Synnomos apicistrigata är en fjärilsart som beskrevs av W. Warren 1895. Synnomos apicistrigata ingår i släktet Synnomos och familjen mätare. Inga underarter finns listade i Catalogue of Life.